# Championnat d'Égypte de football 1995-1996
Navigation
Saison précédente Saison suivante
La saison 1995-1996 du Championnat d'Égypte de football est la 39e édition du championnat de première division égyptien. Seize clubs égyptiens prennent part au championnat organisé par la fédération. Les équipes sont regroupées au sein d'une poule unique où elles rencontrent leurs adversaires deux fois, à domicile et à l'extérieur. À l'issue du championnat, les quatre derniers du classement sont relégués et remplacés par les quatre meilleures équipes de D2.
C'est le club d'Al Ahly SC, double tenant du titre, qui remporte la compétition, après avoir terminé en tête du classement final, avec quatre points d'avance sur le Zamalek SC et dix-huit sur l'Ismaily SC. C'est le 25e titre de champion d'Égypte de l'histoire du club, qui réalise le doublé en s'imposant face à Al Mansourah Sporting Club en finale de la Coupe d'Égypte.

## Les clubs participants
| - Al Ahly SC - Zamalek SC - Ittihad Alexandrie - Ismaily SC - Al Olympi - Suez El-Riyadi - Aluminium Nag Hammadi - Promu de D2 - Tersana SC - Promu de D2 | - Al-Moqaouloun - Al Mansourah Sporting Club - Promu de D2 - Al-Qanat - Gomhuriat Shebin - Al-Masry Club - Ghazl El Mahallah - Baladiyyat El Mahallah - Domiyat Club - Promu de D2 |

## Compétition

### Classement
Le classement est établi sur le barème de points classique (victoire à 3 points, match nul à 1, défaite à 0).
| Rang | Équipe                       | Pts | J  | G  | N  | P  | Bp | Bc | Diff |
| ---- | ---------------------------- | --- | -- | -- | -- | -- | -- | -- | ---- |
| 1    | Al Ahly SC T C               | 70  | 30 | 21 | 7  | 2  | 56 | 14 | +42  |
| 2    | Zamalek SC C1                | 66  | 30 | 19 | 9  | 2  | 58 | 21 | +37  |
| 3    | Ismaily SC                   | 52  | 30 | 13 | 13 | 4  | 44 | 28 | +16  |
| 4    | Al-Masry Club                | 48  | 30 | 12 | 12 | 6  | 22 | 16 | +6   |
| 5    | Al-Qanat                     | 47  | 30 | 13 | 8  | 9  | 27 | 26 | +1   |
| 6    | Al Mansourah Sporting Club P | 44  | 30 | 11 | 11 | 8  | 28 | 25 | +3   |
| 7    | Al-Moqaouloun C2             | 42  | 30 | 10 | 12 | 8  | 29 | 18 | +11  |
| 8    | Gomhuriat Shebin             | 40  | 30 | 11 | 7  | 12 | 19 | 30 | -11  |
| 9    | Suez El-Riyadi               | 39  | 30 | 9  | 12 | 9  | 24 | 24 | 0    |
| 10   | Ittihad Alexandrie           | 34  | 30 | 8  | 10 | 12 | 19 | 27 | -8   |
| 11   | Baladiyyat El Mahallah       | 32  | 30 | 8  | 8  | 14 | 26 | 28 | -2   |
| 12   | Aluminium Nag Hammadi P      | 32  | 30 | 8  | 8  | 14 | 26 | 43 | -17  |
| 13   | Ghazl El Mahallah            | 29  | 30 | 7  | 8  | 15 | 18 | 27 | -9   |
| 14   | Tersana SC P                 | 25  | 30 | 5  | 10 | 15 | 16 | 35 | -19  |
| 15   | Al Olympi                    | 23  | 30 | 5  | 8  | 17 | 19 | 41 | -22  |
| 16   | Domiyat Club P               | 21  | 30 | 4  | 9  | 17 | 16 | 44 | -28  |

| Légende : Qualifications et relégations | Légende : Qualifications et relégations |
| --------------------------------------- | --- |
|                                         | Qualification pour la Coupe des clubs champions arabes de football 1996                                                                                         |
|                                         | Qualification pour la Ligue des champions de la CAF 1997 |
|                                         | Qualification pour la Coupe des coupes 1997 |
|                                         | Relégation directe en deuxième division |
|                                         | T : Tenant du titre C : Vainqueur de la Coupe d'Égypte P : Promu de D2 C1 : Vainqueur de la Ligue des champions 1996 C2 : Vainqueur de la Coupe des coupes 1996 |

## Bilan de la saison
| Championnat d'Égypte de football 1995-1996        |                                         |
| Champion                                          | Al Ahly SC (25e titre)                  |
| Coupes et trophées                                |                                         |
| Vainqueur de la Coupe d'Égypte 1995-1996          | Al Ahly SC                              |
| Qualifications continentales                      |                                         |
| Ligue des champions de la CAF 1997                | Zamalek SC (tenant)                     |
| Coupe des coupes 1997                             | Al Moqaouloun al-Arab (tenant du titre) |
| Coupe des coupes 1997                             | Al Mansourah Sporting Club              |
| Coupe des clubs champions arabes de football 1996 | Al Ahly SC                              |
| Promotions et relégations                         |                                         |
| Promus en Egyptian Premier League                 | Assouan SC                              |
| Promus en Egyptian Premier League                 | Ittihad Othman                          |
| Promus en Egyptian Premier League                 | Al Mareekh FC                           |
| Promus en Egyptian Premier League                 | Al Koroum                               |
| Relégués en Egyptian Second League                | Ghazl El Mahallah                       |
| Relégués en Egyptian Second League                | Tersana SC                              |
| Relégués en Egyptian Second League                | Al Olympi                               |
| Relégués en Egyptian Second League                | Domiyat Club                            |